# Bahnbetriebswerk Halberstadt

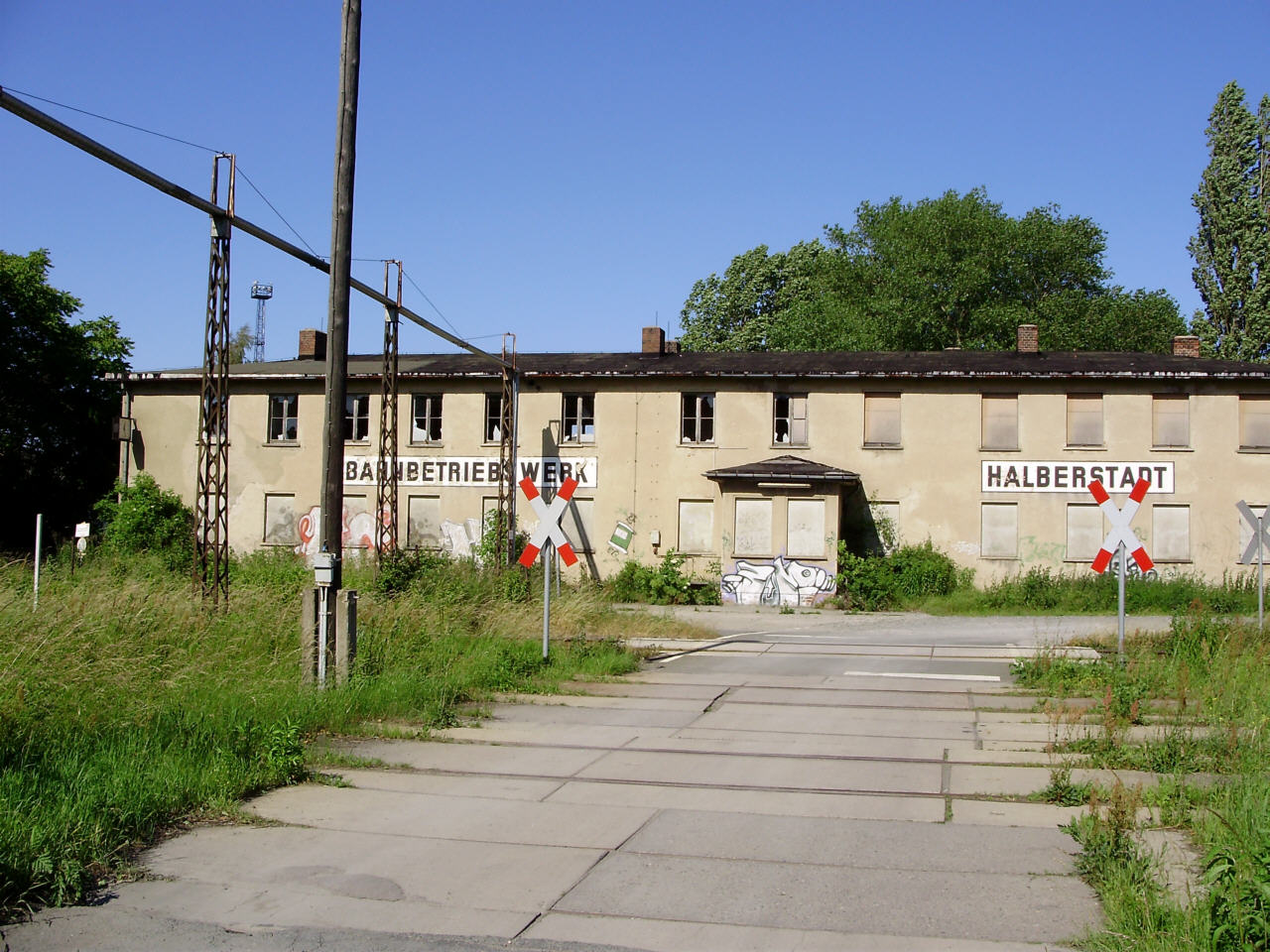
Ehemaliges Verwaltungsgebäude, Juni 2009

Das Bahnbetriebswerk Halberstadt (Bw Halberstadt) bestand bis 2003 und beherbergte zu Reichsbahnzeiten einen der größten Bestände an Dampfloks der Baureihe 5035. Das Bw Halberstadt war offiziell das letzte Dampflok-Bahnbetriebswerk der Deutschen Reichsbahn.

## Geschichte
Am 29. Oktober 1988 endete der planmäßige Dampflokeinsatz. Mit der 50 3559 wurde an dem Tag letztmals der Umlauf Halberstadt–Magdeburg–Halberstadt–Thale–Halberstadt gefahren. Die Lokomotive fand zwischen 1990 und 2015 Verwendung als dekorativer Bestandteil einer Gastronomie im rheinischen Erftstadt und wird seitdem in Hagenow wieder in einen funktionstüchtigen Zustand restauriert. Als Traditionslok wurde 1988/89 die seit 1986 in Oschersleben abgestellte 50 3708 wieder betriebsfähig hergerichtet.

## Aufgaben
Das Bw Halberstadt bespannte größtenteils die Züge von Halberstadt nach Ilsenburg, Blankenburg (Harz), Magdeburg Hbf, Thale Hbf, Dedeleben, Frose (über Quedlinburg), Osterwieck, Gunsleben, Hessen und Halle, aber auch einige Züge nach Berlin-Lichtenberg und Leipzig Hbf.
Es hatte mehrere Einsatzstellen (Est): Lokbahnhof Quedlinburg (bis 1946), Oschersleben (vom 1. März 1963 bis 26. September 1992), Hessen (vom 1. April 1949 bis 8. Dezember 1969), Lokbahnhof Osterwieck (vom 1. April 1949 bis 26. September 1992), Blankenburg (vom 1. Juli 1993 bis 2005). Das Bw Halberstadt besaß nach dem Zweiten Weltkrieg neben den Lokomotiven der Baureihe 5035 auch Dampfloks der Baureihen 22, 2310 (3510), 3810–40, 42, 44, 5620–29, 945–17. Am stärksten war aber die Baureihe 50.35 vertreten, deren Stationierung hier 1959 begonnen hatte und deren Bestand Anfang der 1970er Jahre 32 Exemplare zählte. Auch Anfang der 1980er Jahre zählte der Betriebsbestand noch 22 Loks dieser Baureihe, womit das Bw Halberstadt den größten Bestand in der RBD Magdeburg hatte. Im Oktober 1988 waren noch drei 50.35 im Betrieb. Heizlokomotiven der Baureihe 50.35 waren bis Anfang der 1990er Jahre eingesetzt.
Ab 1975 zogen hier vermehrt Dieselloks der Baureihen 112, 118, 119, 120 und 132. 1982 war für kurze Zeit die 01 511 dort beheimatet und fuhr unter anderem auch nach Berlin. Gegen Ende besaß das Bw Halberstadt als Streckenloks nur noch Maschinen der Baureihe 118, die nach der Auflösung größtenteils zum Bw Stendal umbeheimatet wurden.
Der große Ringlokschuppen mit der Drehscheibe davor und die Dienstgebäude lagen sehr lange brach. Planungen für eine Nachnutzung scheiterten, so dass sich die Deutsche Bahn AG als Eigentümerin zum vollständigen Rückbau entschloss. Mittlerweile (2025) sind die ehemaligen Anlagen komplett abgerissen.